# Стреч
Стреч или стреч-фолио е силно разтеглива пластмасова широка лента, която се увива около предмети. Нейната еластичност и здравина поддържа елементите плътно привързани.

## Материали
Стреч-фолиото се произвежда от линеен полиетилен с ниска плътност (LLDPE) и бива два вида – ръчен и автоматичен стреч за стречоване на палети. Предлага се най-често с широчини 250, 500 мм и дебелини – 17,20,23 микрона. Най-често срещаната разтегливост е150- 250%. Линейният полиетилен с ниска плътност (LLDPE) се получава чрез кополимеризация на етилен с алфа олефини – бутен, октен, хексен. Използването на алфа олефини придава специфичните свойства на стреч фолиото – разтегливост при опън и висока граница на скъсване, устойчивост на сцепване и продупчване от остри предмети. Възможност за постигане на много тънки фолиа – до 15 микрона. Чрез комбиниране на множество съставки и специална рецепта се постига оптимален баланс между разтегливост и останалите механични свойства на стреч фолиото.
Съществуват две технологии за производство на стреч фолио. Чрез раздувен способ и с чрез плоска екструдираща глава. Раздувният стреч има по-добри механични характеристики, като: разтегливост, издръжливост на пробиване и здравина. Поради по-ниската производителност на раздувния способ, този вид стреч фолио има малко по-високи производствени разходи и намира приложение основно при необходимост от изключително високи изисквания. Характерен белег на раздувния стреч е малко по мътния вид на фолиото, в сравнение със стреча произведен на плоски машини. Стречът произведен на плоски екструдерни линии(с плоска глава) се характеризира с по-лоши механични показатели и висока бистрота на фолиото. Поради изключително високата производителност на този вид машини се е наложил по-масово на пазара.

## Приложение
Стреч-фолиото често се използва за оформяне като голям обем на предмети поставени върху палети, но също така масово се използва за пакетиране на малки предмети. Кристалната му прозрачност и гланц придават привлекателен външен вид на опакованите продукти. Предлага се в различни дебелини и широчини, според машината на която ще се използва, както и според размера на опакования продукт.
Качественото стреч-фолио има отлични лепилни свойства – предпазва от прах и вода – и представлява качествена транспортна опаковка и е с много добри показатели – здравина, разтегливост и залепяне за безпроблемно палетизиране и транспортиране.
Раздувният стреч се използва при ръчното палетизиране и при отговорни приложения, докато стречът произведен по плоския способ намира по-масово приложение при автоматичните машини за стречоване на палети.